# Renaud Camus
Pour les articles homonymes, voir Camus.
Renaud Camus, né le 10 août 1946 à Chamalières (Puy-de-Dôme), est un écrivain et militant politique français d'extrême droite.
Il est notamment l'auteur d'un journal intime, publié chez divers éditeurs depuis les années 1980, et animateur culturel au château de Plieux. Il est une figure de la cause homosexuelle dans les années 1970. Il reste cependant très peu connu du grand public, malgré ses apparitions dans des émissions de Thierry Ardisson.
Après avoir été membre du Parti socialiste dans les années 1970-1980, il fonde en 2002 le Parti de l'in-nocence. Il écrit de nombreux textes conspirationnistes et nationalistes au sujet de ce qu'il nomme le « grand remplacement » des peuples européens par l'immigration, ce qui le rend influent au sein de la droite identitaire. En 2015, il rejoint le parti Souveraineté, identité et libertés. Il est candidat aux élections européennes de 2014 puis de 2019, désavouant toutefois la liste qu'il mène peu avant ce dernier scrutin.
Il est accusé d'antisémitisme en 2000 dans le cadre de l'« affaire Camus ». En 2014, il est condamné pour provocation à la haine et à la violence contre les musulmans.
Il est également accusé d'apologie de la pédophilie, ce qu'il dément.

## Situation personnelle

### Origines et formation
Issu d'une famille bourgeoise de province, fils de Léon Camus, chef d'entreprise, et de Catherine Gourdiat, avocate au barreau de Clermont-Ferrand, Jean-Renaud-Gabriel Camus a un frère aîné, Hubert (dit Patrick), et une sœur, Florence.
Il est scolarisé à l'école Sainte-Thècle à Chamalières (1950-1952), puis à l'école Massillon à Clermont-Ferrand (1952-1963), ville où il obtient la première partie du baccalauréat général (alors passée en classe de première) en 1962, puis le baccalauréat de philosophie en 1963.
Il entreprend ses études supérieures à la faculté de droit de Clermont-Ferrand, puis quitte l'Auvergne pour la faculté de droit de Paris (1963-1973), après un passage à St. Clare's, près d'Oxford, en 1966-1967. Il est licencié ès lettres (1969), diplômé de l'Institut d'études politiques de Paris (section politique et sociale, promotion 1970), titulaire d'une maîtrise en philosophie (1970),, et diplômé d'études supérieures en science politique (1970) et en histoire du droit (1971).
Pendant un temps, il a « vaguement » envisagé de présenter le concours d'entrée à l'École nationale d'administration et de devenir diplomate, avant d'y renoncer.
Après avoir tenté de refouler son homosexualité, il l'assume et rompt avec ses parents, qui après l'avoir forcé à voir un psychiatre le déshéritent.

### Carrière professionnelle

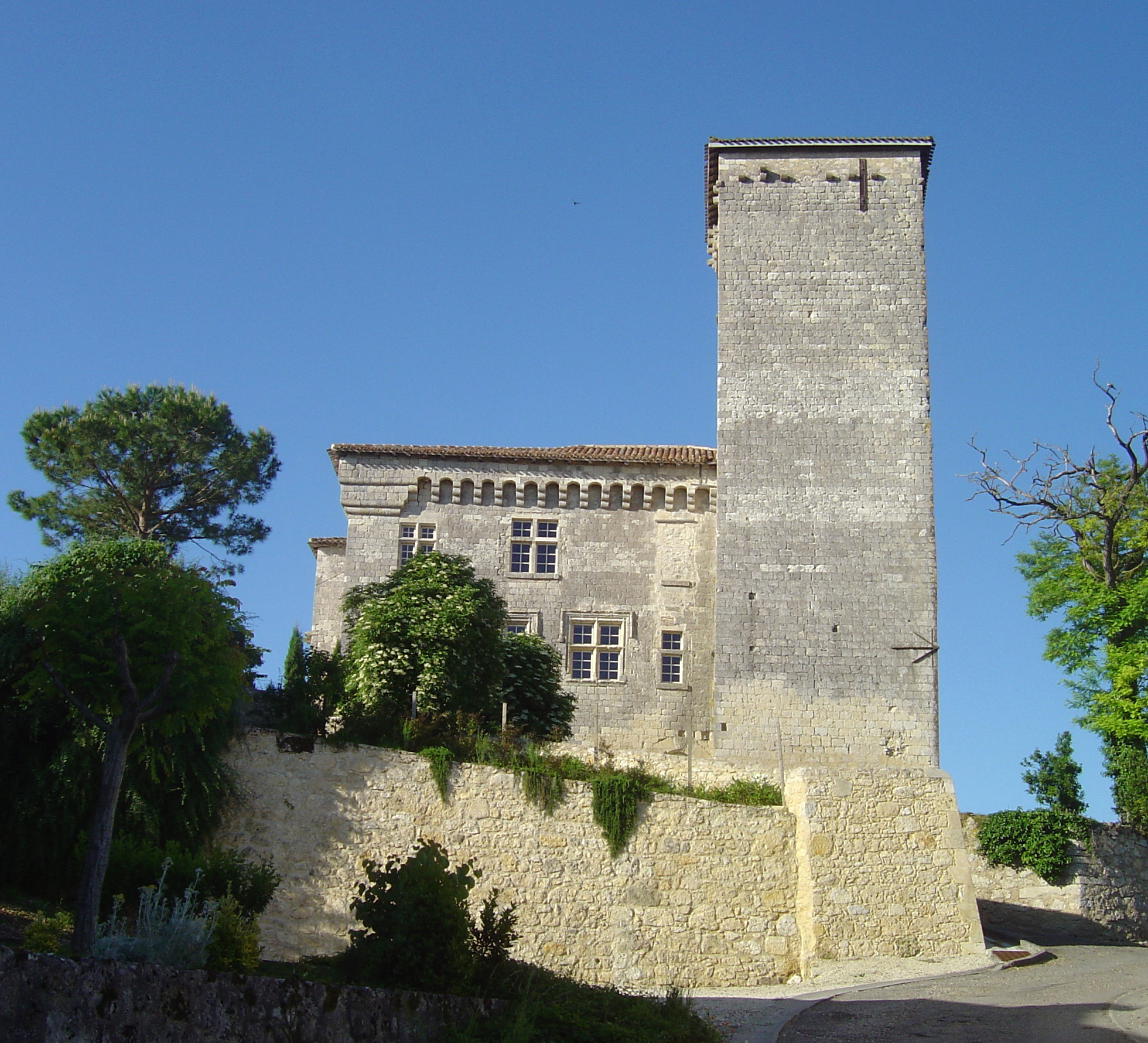
Le château de Plieux, demeure de l'écrivain.

De 1970 à 1976, il est lecteur et conseiller littéraire aux éditions Denoël, ainsi que rédacteur d'articles de science politique pour les encyclopédies canadiennes Grolier.
Il habite successivement Chamalières (1946-1959), Clermont-Ferrand (1959-1965), Oxford (1965-1966), Paris (1966-1992), les États-Unis (New York, l'Arkansas où il enseigne la langue et la littérature françaises comme chargé de cours à Hendrix College (en), Conway, en 1970, San Francisco en 1978, Rome, où il est pensionnaire de la villa Médicis de 1985 à 1987, et, depuis 1992, dans le Gers, au château de Plieux, où il a organisé des expositions de Jean-Paul Marcheschi (1993), Eugène Leroy (1994), Jannis Kounellis (1995), Joan Miró (1996), Christian Boltanski (1997) et Josef Albers (1998). Il a été également responsable de colloques, « Les Devisées de Plieux », sur le « thème du château » (1996, avec Robert Misrahi, Danièle Sallenave, Alain Vircondelet, etc.), le « thème de la flamme » (1997, avec Pascal Quignard, Emmanuel Carrère, Jean-Paul Marcheschi, Michel Cassé, etc.), ou l'idée d'« habiter en poète » (avec Michel Deguy, Jacques Roubaud, Paul Louis Rossi…). Il a fondé et dirigé un festival à Lectoure, « Les Nuits de l'Âme » (1997-1998), consacré à la musique contemporaine, à la musique ancienne et aux « musiques du monde ».
En 1968, sympathisant de gauche, il participe aux défilés au sein de la « composante homosexuelle », se rangeant derrière le slogan « Envoyez-vous en l'air ». Il connaît au cours des années 1970 une vie culturelle intense (rencontres avec Roland Barthes, Louis Aragon, Bob Wilson, Robert Rauschenberg, Cy Twombly, Gilbert & George, Andy Warhol, Marguerite Duras, Alain Robbe-Grillet, Michel Chaillou ou encore Marianne Alphant). Durant ces mêmes années, il est chroniqueur pour la revue Le Gai Pied (articles réunis ultérieurement dans Chroniques achriennes) et l'un des porte-parole de la communauté homosexuelle de l'époque, notamment au travers de ses livres Tricks et Buena Vista Park, où il raconte ses rencontres amoureuses et décrit plusieurs de ses relations sexuelles. Il crée à cette époque le néologisme « achrien » pour désigner les hommes homosexuels.
Il relate dans son journal des relations avec de jeunes hommes, y compris d'origine arabe,, mais alors que Guy Hocquenghem donnait à ses relations avec des Algériens un éclairage politique, Renaud Camus avait selon Todd Shepard la « conviction qu’une communauté composée d’images en miroir doit maintenir les gens considérés comme différents en dehors d’elle »,. Aussi, Renaud Camus marque une distance avec le goût de certains homosexuels pour le travestissement et regrette l’attrait pour la marge qui jalonne la vie et l’œuvre de Jean Genet. Par la suite, l'écrivain et militant Didier Lestrade l'accuse d'avoir trahi l'époque où l'homosexualité constituait un pont entre des hommes d'origines différentes.
Depuis 2013, il autoédite son journal, celui-ci n'étant plus publié par Fayard,. Les livres qu'il a édités ou (après en avoir repris les droits) réédités lui-même portent la mention « Chez l'auteur », puis « Éditions du Château », et sont imprimés à la demande. Le 2 octobre 2024, il indique sur son site que la publication du dernier tome de son journal, Cancer, lui a rapporté trois mille euros de ventes sur Amazon.
En avril 2025, il est interdit d'entrée au Royaume-Uni. Le message de rejet de la demande d'autorisation électronique de voyage (ETA) adressé à l'écrivain, le notifie que sa « présence au Royaume-Uni n'est pas considérée comme propice à l'intérêt public »,. Celui-ci précise que Renaud Camus doit désormais faire une demande de visa s’il souhaite se rendre au Royaume-Uni, le rejet de son ETA ne signifiant pas qu’il recevra forcément une réponse négative.

## Engagement politique

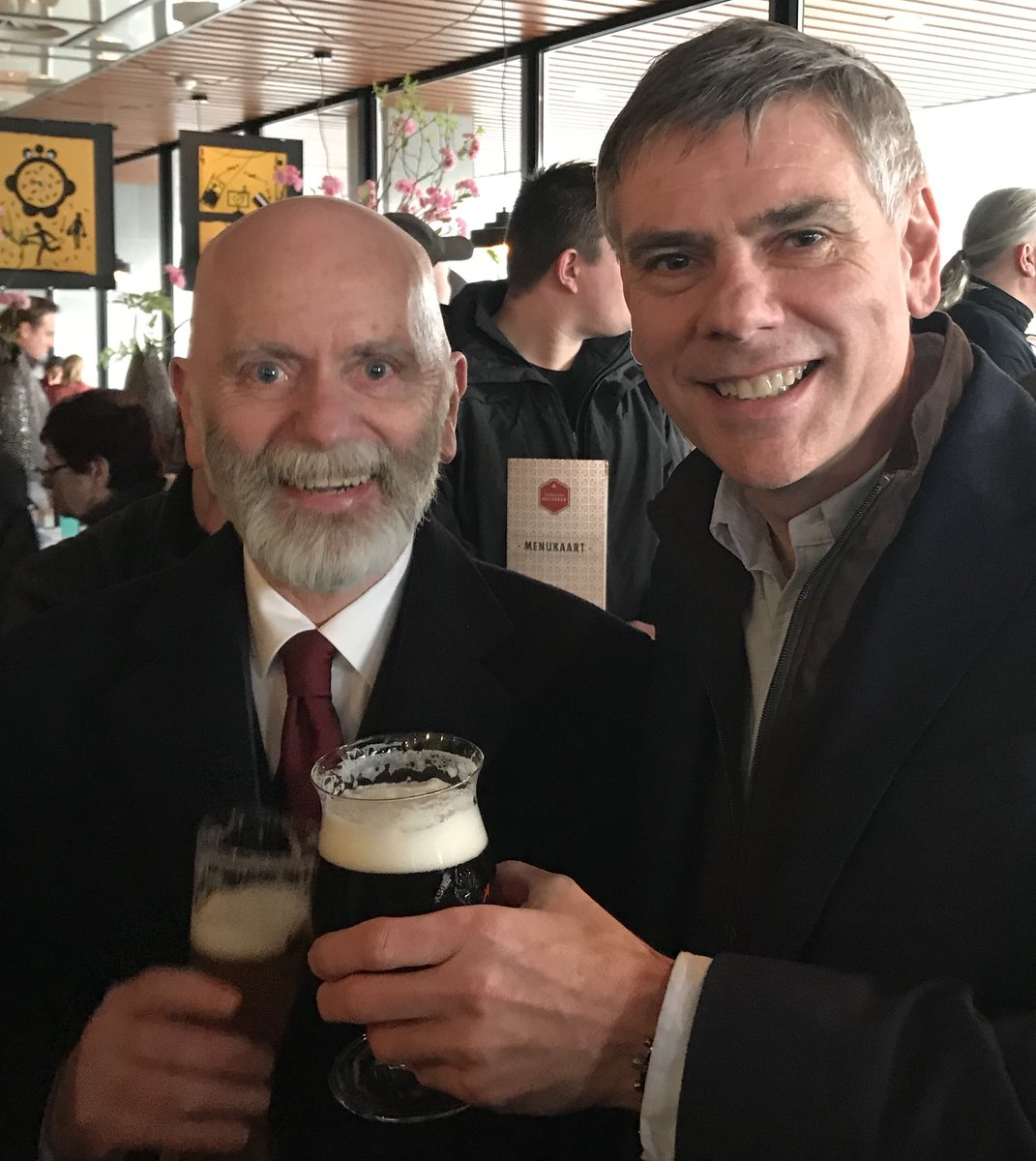
Renaud Camus et Filip Dewinter, homme politique du Vlaams Belang (2020).

### Premiers pas à gauche
Renaud Camus est membre du Parti socialiste dans les années 1970-1980, vote pour François Mitterrand en 1981 et pour l'écologiste Noël Mamère en 2002.
Il est également proche du chevènementisme à travers le Centre d'études, de recherches et d'éducation socialiste (CERES).

### Grand remplacement
C'est dans l'Abécédaire de l'innocence que Renaud Camus mentionne, en 2010, la thèse complotiste d'extrême-droite du grand remplacement, avant de la détailler dans Le Changement de peuple, paru en 2013. Il affirme s'inscrire dans la lignée du Britannique Enoch Powell, auteur du célèbre discours des « fleuves de sang »  sur les conséquences du multiculturalisme. Cette thèse lui aurait été inspirée lors de la rédaction d'un livre de commande, Le Département de l'Hérault, publié en 1999. En effectuant des repérages dans ce département, il dit être « tombé par hasard sur un groupe de femmes voilées, rassemblées devant une vieille église en pierre ».
Il affirme que ce qu'il nomme « grand remplacement » est un phénomène rapide et important au regard de l'histoire de France — pays dont se préoccupe l'auteur en premier lieu — et il évoque également la notion de « Grande Déculturation ». Cette notion — déjà développée par Renaud Camus dans l'ouvrage du même nom, La Grande Déculturation, qu'il appelle encore « enseignement de l'oubli » ou « industrie de l'hébétude » — est ici présentée par lui comme l'indispensable moyen du grand remplacement,,. Considérant que, parmi de multiples causes, les médias et surtout l'éducation nationale sont directement impliqués dans cette entreprise de déculturation, l'auteur présente en une phrase, souvent répétée sous une forme ou une autre dans ses interventions, les raisons pour lesquelles il y voit le principal moyen du grand remplacement : « Un peuple qui connaît ses classiques ne se laisse pas mener sans révolte dans les poubelles de l'histoire ».
La formule de « grand remplacement » s'est répandue dans la sphère politique et médiatique, notamment dans la mouvance identitaire, des membres du Front national, dont Jean-Marie Le Pen, Stéphane Ravier,Jordan Bardella ou Marion Maréchal,, auprès de journalistes comme Éric Zemmour et Ivan Rioufol, ou encore auprès de magazines comme Valeurs actuelles et Causeur.

### Premières candidatures électorales
La déclaration du Parti de l'in-nocence paraît au Journal officiel le 29 novembre 2002. Son secrétaire général est l'essayiste Paul Mirault et son trésorier Marcel Meyer.
En 2012, Renaud Camus s'associe au projet « Notre antenne », porté par Gilles Arnaud et Philippe Milliau, qui donne naissance en 2014 à TV Libertés.
À l'occasion de la sortie de son livre Abécédaire de l'in-nocence, qui lui sert de manifeste et de programme politique, il se déclare candidat à l'élection présidentielle de 2012. Faute des parrainages nécessaires, il appelle à voter pour Marine Le Pen, en détaillant sa position dans un article du journal Le Monde intitulé « Nous refusons de changer de civilisation ». Cette prise de position décide son éditeur d'alors, Fayard, à mettre fin à sa collaboration avec Renaud Camus, quelques mois après une décision similaire de P.O.L,. Dans le cadre de la campagne des élections législatives de 2012, le Front national (FN) de Marine Le Pen lance le Rassemblement bleu Marine (RBM) avec le soutien (sans participation) du Parti de l'in-nocence.
En 2013, Renaud Camus fonde et prend la présidence du mouvement Non au changement de peuple et de civilisation (NON), qui est déclaré en préfecture le 24 septembre et publié au Journal officiel le 5 octobre Renaud Camus se présente aux élections européennes de 2014 dans la circonscription Sud-Ouest à la tête d'une « liste antiremplaciste », qui réunit 1 350 voix, soit 0,05 % des suffrages exprimés,. La même année, il prend part aux Assises de la remigration organisées par le Bloc identitaire. L'organisation NON revendique quelques milliers de sympathisants en 2016.
Les opinions politiques de Renaud Camus sont ainsi classées par la plupart des media à l'extrême droite,,,,. Il qualifie Marine Le Pen, qu'il a soutenue aux élections présidentielles de 2012 et 2017, de « candidate la moins remplaciste » du paysage politique, tout en constatant que le Front national contredit ce que ses dirigeants nomment la théorie du grand remplacement, marquant au passage le décalage manifeste entre les dirigeants de ce parti et son électorat, quasiment unanime sur ce sujet (92% des sympathisants du Rassemblement National pensent que le grand remplacement va « probablement » ou « certainement » se produire).

### Avec Karim Ouchikh et le SIEL

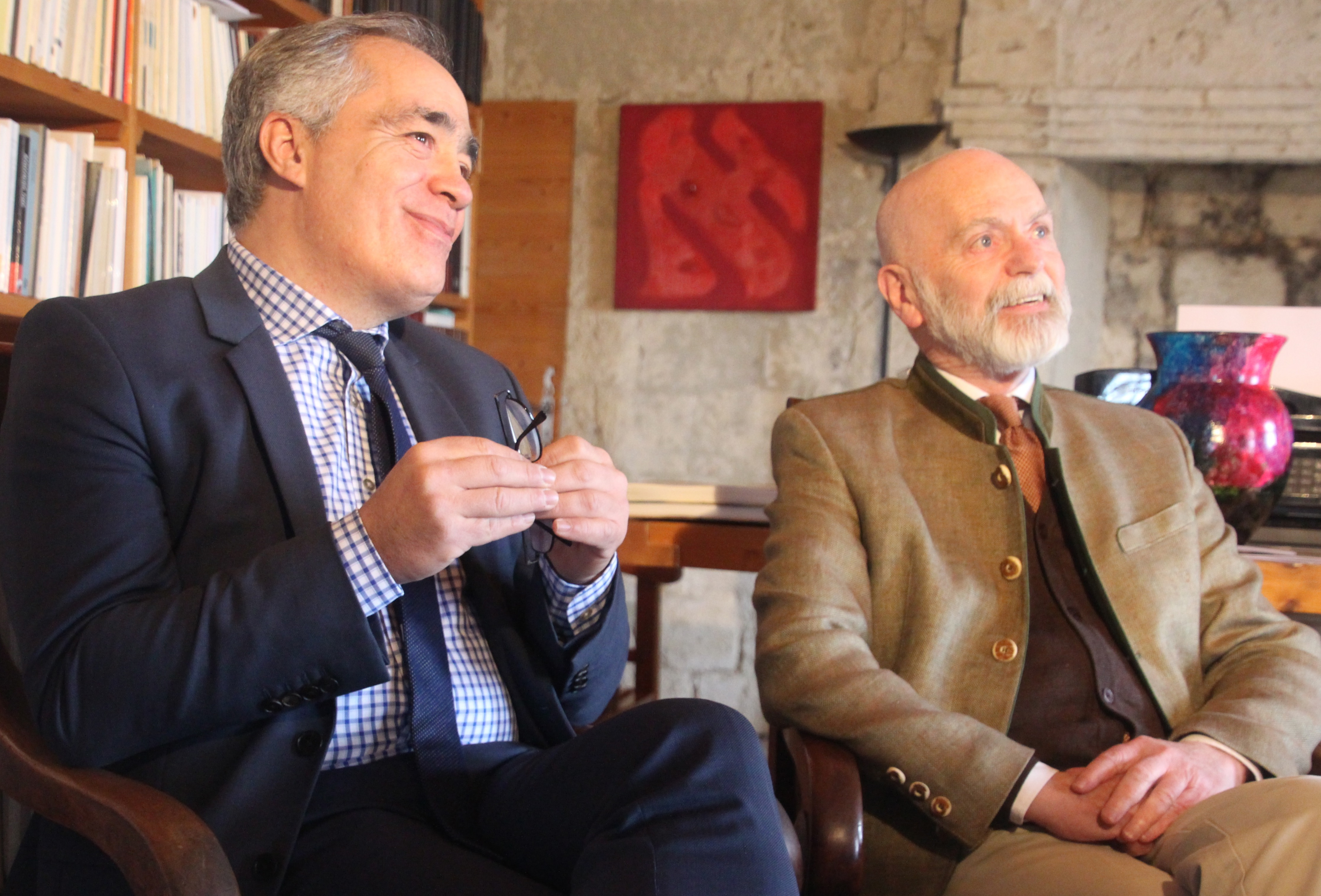
Renaud Camus et Karim Ouchikh, en 2019.

En octobre 2015, Renaud Camus affirme au Monde ne pas « savoir grand-chose du Front national » et n'avoir « aucun lien » avec lui. Pourtant, le mois suivant, il adhère au parti Souveraineté, identité et libertés (SIEL), un parti proche du FN et membre du Rassemblement bleu Marine, présidé par Karim Ouchikh. Laurent de Boissieu présente cette adhésion comme « l'aboutissement de [la] radicalisation du SIEL ». D'abord acteur de l'extrême droite souverainiste,, le parti évolue avec Karim Ouchikh vers l'identitarisme, devenant plus radical que le Front national. Le SIEL se rapproche de l'Action française et du Bloc identitaire, Karim Ouchikh ne dissimulant pas sa proximité avec eux.
Le 30 mai 2016, Renaud Camus annonce sa candidature à l'élection présidentielle de 2017, estimant que les autres candidats sont « résignés au changement ethnique et culturel » : il constate notamment que le Front national ne se rallie pas à sa théorie du grand remplacement. Le SIEL indique alors qu'il « soutient la candidature de Marine Le Pen tout en regardant avec bienveillance celle de Renaud Camus ». Renaud Camus se prononce finalement pour Marine Le Pen après avoir échoué à rassembler les parrainages pour valider sa propre candidature.
Le 9 novembre 2017, depuis Colombey-les-Deux-Églises, Renaud Camus et Karim Ouchikh fondent le Conseil national de la résistance européenne (CNRE), allusion au Conseil national de la Résistance de Jean Moulin. Souhaitant rassembler « tous ceux qui s’opposent à l’islamisation et à la conquête africaine », Renaud Camus déclare alors : « On ne met pas fin à une occupation sans le départ de l’occupant. […] Le génocide par substitution, selon l’expression d’Aimé Césaire, est le crime contre l’humanité du XXIe siècle ». Le 15 novembre 2017, la formation politique annonce l'adhésion de Václav Klaus, président de la République tchèque de 2003 à 2013, Jean-Yves Le Gallou, ancien député européen, et Christian Vanneste, ancien député et président du Rassemblement pour la France.

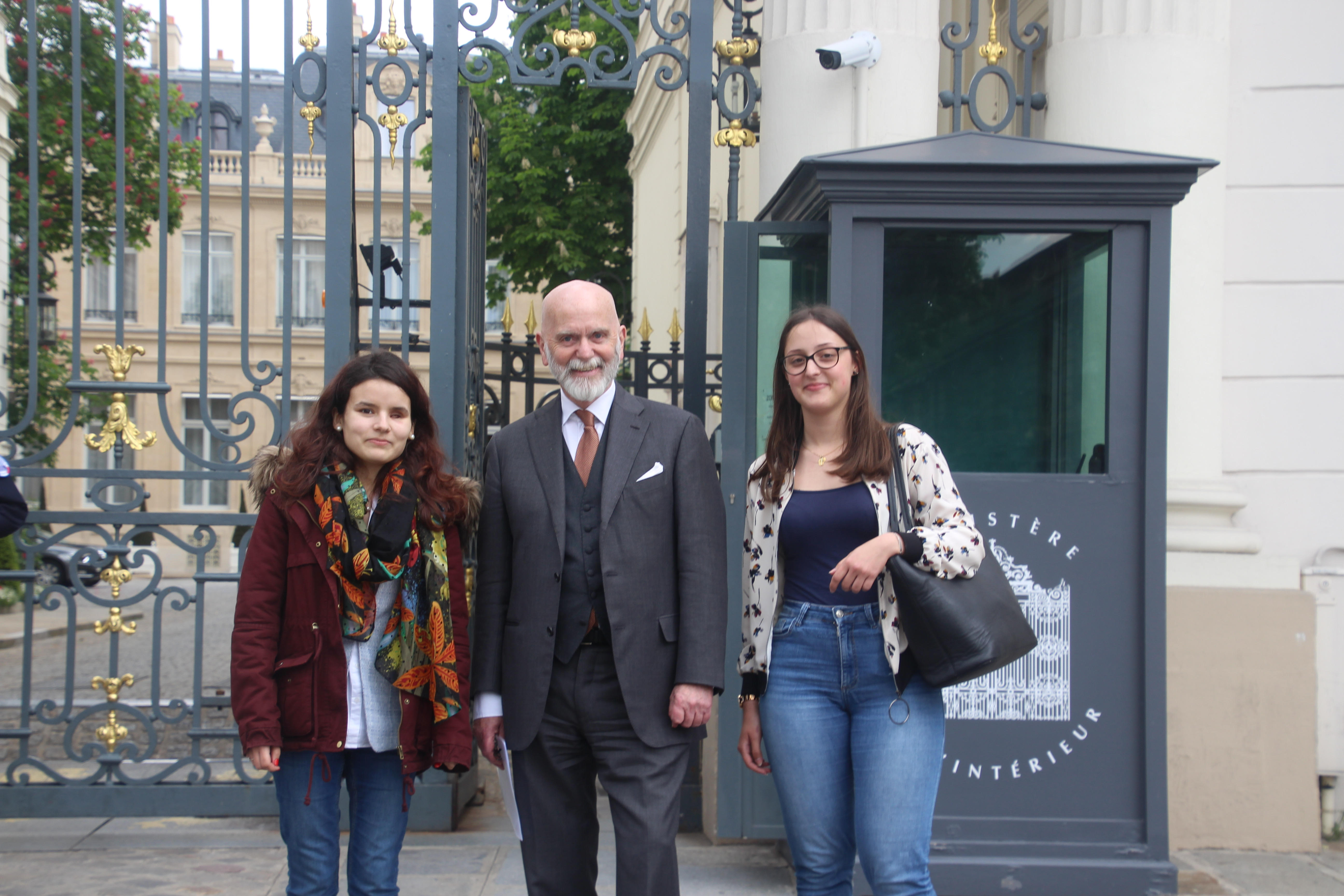
Renaud Camus avec Fiorina Lignier (à gauche) et Clara Buhl (à droite), candidates de la Ligne claire.

Lors des élections européennes de 2019, Renaud Camus est à la tête de la liste « La Ligne claire », avec Karim Ouchikh en troisième position. Elle prône la remigration et défend l'Union européenne. Faute de moyens financiers suffisants, la liste n'est pas en mesure d'imprimer des bulletins de vote. Le 22 mai, à quatre jours du scrutin, faute de pouvoir la retirer ou la modifier, Renaud Camus annonce « désavouer » sa liste après avoir pris connaissance d'une photographie privée de Fiorina Lignier — qui occupe la deuxième position — traçant une croix gammée dans le sable,. « La Ligne claire » obtient finalement 1 578 voix, soit 0,01 % des votes. Sur trente-quatre listes candidates, elle arrive trente-deuxième. Lors de l'élection présidentielle de 2022, Camus soutient la candidature d'Éric Zemmour.

## Champ littéraire

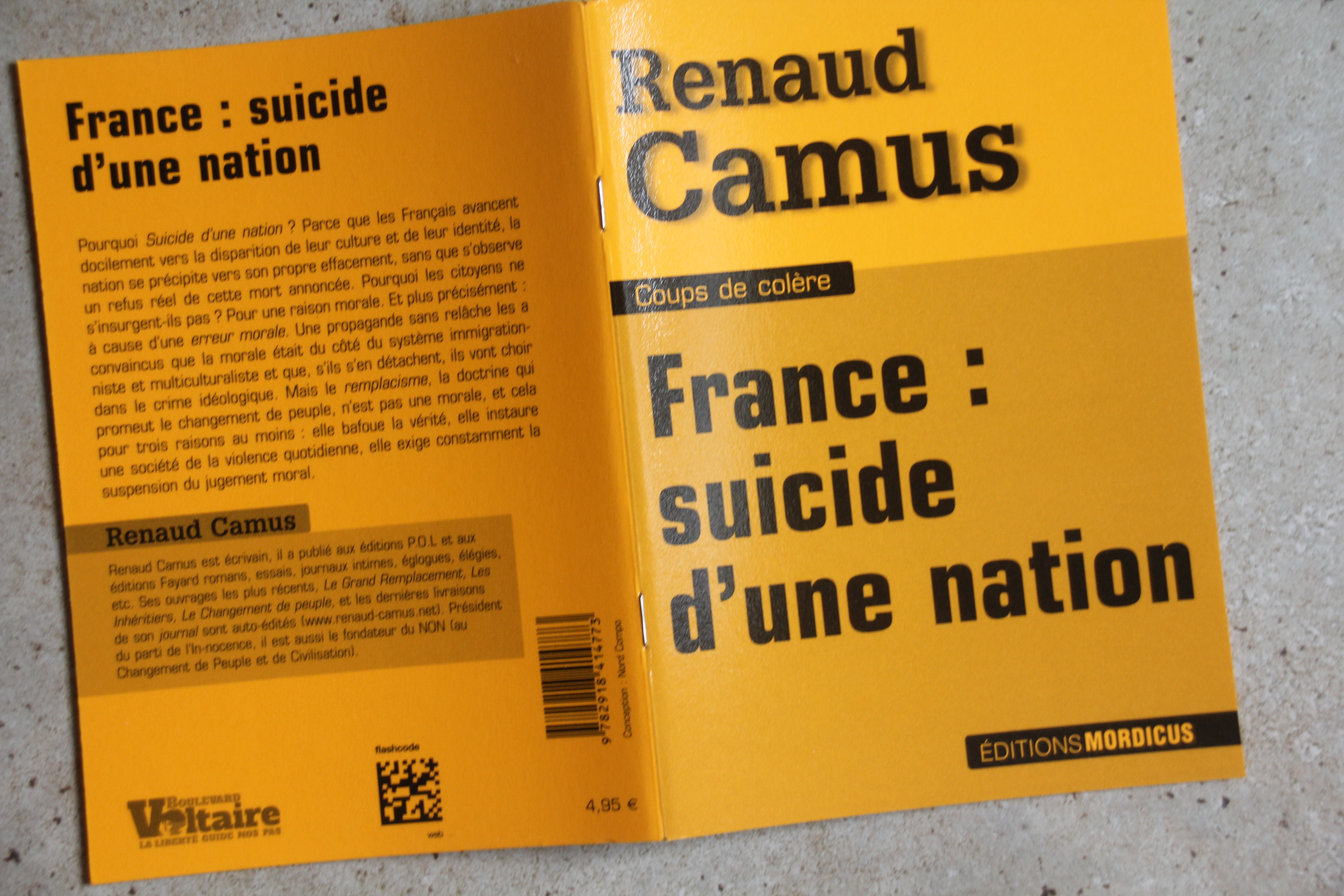
Couverture de France : suicide d'une nation (2014), publiée chez Mordicus.

Son œuvre peut être très approximativement divisée en quatre catégories : prose « traditionnelle » (écrits de voyage, romans, récits, et surtout le considérable journal), écrits « expérimentaux », écrits sur l'art et la culture, et, enfin, essais polémiques et politiques. Ami et disciple de Roland Barthes, dont il a suivi un temps les séminaires et qui lui a donné une préface pour Tricks, c'est autour du concept de bathmologie, « science à demi plaisante des niveaux de langage », que s'organise la plus grande part de sa réflexion. Influencé à ses débuts par le Nouveau roman et par l'œuvre théorique de Jean Ricardou, il poursuit avec les Églogues, « trilogie en quatre livres et sept volumes » (dont le sixième, Travers, Coda, Index & Divers est paru en 2012), une entreprise pan-littéraire de fusion de la lettre et du site, de l'air et de la phrase, de l'heure et du signe. Ses Vaisseaux brûlés sont une des toutes premières exploitations littéraires des voies et moyens de l'hypertexte. Mais le grand public le connaît surtout par son journal, qui, chaque année depuis 1986, donne lieu à la parution d'un volume. Il reprend ainsi la tradition des diaristes qui l'ont précédé : Marcel Jouhandeau, Mathieu Galey, Jean-Patrick Manchette, dans un genre littéraire qui après lui a séduit Pascal Sevran, Yann Moix, Patrick Sansano, Mathieu François du Bertrand.
Il vit depuis 1992 au château de Plieux, dans le Gers. Son amour des « lieux » et son goût pour la topographie l'ont ainsi amené à rédiger, au cours des dernières années, des guides touristiques sur les départements du Gers, de la Lozère et de l'Hérault. Chroniqueur des usages de l'époque – qu'il nomme les « manières du temps » – et auditeur vigilant de l'évolution de la langue, il a écrit des livres sur la civilité (Éloge du paraître, Notes sur les manières du temps), la grammaire et la linguistique (Répertoire des délicatesses du français contemporain, Syntaxe ou l'autre dans la langue), mais aussi un petit essai sur l'économie (Qu'il n'y a pas de problème de l'emploi).
Il est candidat malheureux à l'Académie française aux fauteuils de Julien Green (1999), de Jean Guitton (2000) et de Maurice Rheims (2009).
Dans ses Églogues, il utilise des pseudonymes ou hétéronymes qui évoquent l'écrivain Tony Duvert : le deuxième livre est signé Denis Duvert, le troisième Renaud Camus et Tony Duparc, le quatrième Jean-Renaud Camus et Denis Duvert, le cinquième de J.R.G Le Camus et Antoine Duparc et le sixième de J-R-G du Parc & Denise Camus.

## Controverses

### Accusations d'apologie de la pédophilie
Dans les années 1970 et 1980, il écrit plusieurs livres signés « Tony Duparc » et « Denis Duvert », pseudonymes qui évoquent l'écrivain pédophile Tony Duvert,. Camus dit encore son admiration pour Duvert dans les Notes achriennes parues en 1982. Dans ce même ouvrage, selon la lecture qu'en fait Benoît Pivert, il « défend les amours entre adultes et enfants », et ses propos sont « la caricature d'une mode qui sévit depuis le début des années 1970 dans la littérature homosexuelle, qui vante les amours impubères ». Renaud Camus écrit par exemple : « Je crois bien qu’il n’est pas trop rare qu’un garçon de treize ou quatorze ans revienne volontiers près du gros vieux monsieur qui l’a branlé avec art. De tels épisodes seraient traumatisants. Quelle foutaise ! » Camus espère que bientôt « jeter en prison pendant des années qui n’est coupable que d’avoir partagé du plaisir avec des enfants paraîtra […] aussi monstrueux que la castration médiévale des sodomites ».
Par ailleurs, interrogé sur cette question dans la revue L'Infini de Philippe Sollers, il estime en 1997, quelques mois après l'affaire Dutroux, que « l’ensemble des discours sur la prétendue « pédophilie » constitue la dernière forteresse, la plus farouchement gardée, de la vieille haine immarcescible de la sexualité ». Selon lui, « les enfants ont une sexualité et des pulsions sentimentales bien connues, qui peuvent très bien se porter sur des adultes ». D'après le sociologue Pierre Verdrager, Renaud Camus reprend l'argumentation habituelle des milieux pédophiles des années 1970 et 1980.
Dans les années 2010, il se défend cependant d'avoir voulu justifier la pédophilie, en insistant sur le fait qu'il ne parlait que d'adolescents (et non d'enfants), et qu'il est quant à lui uniquement attiré par les adultes.
En 2020, pris dans la tourmente déclenchée par le livre de son ancienne amante Vanessa Springora, Gabriel Matzneff se justifie en invoquant le « parfum libertaire » de l'époque, évoquant notamment « le Libération de mes amis Guy Hocquenghem, Michel Cressole, Jean-Luc Hennig, Renaud Camus, Hugo Marsan », où nichait, à l'en croire, « une brûlante soif de liberté, de transgression, en particulier touchant les relations amoureuses entre majeurs et mineurs ».

### Propos antisémites
La publication de La Campagne de France : journal 1994 en avril 2000 déclenche une polémique médiatique et littéraire nommée « affaire Camus ». La mise en exergue par le journaliste des Inrockuptibles Marc Weitzmann de propos antisémites,,, où Renaud Camus fait un compte de Juifs présents dans l'émission Panorama de France Culture (« Je ne trouve pas convenable qu'une discussion préparée […] à propos de « l'intégration » dans notre pays, sur une radio de service public, au cours d'une émission de caractère général, se déroule exclusivement entre cinq personnes juives ») et où, d'après Weitzmann, il « s'attriste de voir « [l']expérience [française] avoir pour principaux porte-parole » des représentants de « la race juive » ». En réaction, le président de Radio France Jean-Marie Cavada annonce vouloir porter plainte, la ministre de la Culture Catherine Tasca évoque des propos « profondément inquiétants » et Fayard, l'éditeur du Journal, le retire un temps des ventes avant de le réimprimer — sans pour autant le remettre en vente — en blanchissant les passages polémiques.
L'affaire est relancée le mois suivant par la publication interposée de plusieurs tribunes d'écrivains et de politiques dans la presse. La première, lancée par des amis et lecteurs de Camus dont Jean-Jacques Aillagon, Alain Finkielkraut, Frédéric Mitterrand, Emmanuel Carrère, Christian Combaz et Camille Laurens, le soutient au nom de la liberté d'expression. En réponse à cette tribune, une « Déclaration des hôtes trop nombreux de la France de souche », signée par Michel Deguy, Jacques Derrida, Serge Klarsfeld, Claude Lanzmann, Jacques-Alain Miller, Jean-Pierre Vernant et Philippe Sollers, affirme que le racisme et l'antisémitisme dont aurait fait preuve Renaud Camus n'ont pas droit à cette liberté.
En 2002, Renaud Camus revient sur cette polémique dans son ouvrage Du sens, puis, au cours des années, à de multiples reprises dans son journal, en assumant et réitérant ses propos.
Le 13 mars 2019, Yann Moix, qui a affirmé en juin 2017, dans l'émission On n'est pas couché, que Renaud Camus était « assez antisémite », est condamné par la cour d'appel de Paris à 1 000 euros d'amende et 2 000 euros de frais de procédure pour diffamation,. La Cour de cassation casse cet arrêt le 7 janvier 2020, estimant que les propos de Yann Moix étaient de l'ordre « de l'expression d'une opinion et d'un jugement de valeur », et non « de l'imputation d'un fait précis ».

### Condamnations pour provocation à la haine
Le 10 avril 2014, la 17e chambre du tribunal judiciaire de Paris condamne Renaud Camus, pour les propos tenus le 18 décembre 2010, lors des Assises internationales sur l'islamisation qui se sont tenues à Paris, à 4 000 euros d'amende ainsi qu'à 500 euros de dommages et intérêts à verser au MRAP pour provocation à la haine et à la violence contre un groupe de personnes en raison de leur religion.
Le tribunal correctionnel estime que les propos de Renaud Camus « constituent une très violente stigmatisation des musulmans, présentés comme des « voyous », des « soldats », « le bras armé de la conquête » […] des « colonisateurs » cherchant à rendre « la vie impossible aux indigènes », à les forcer « à fuir », « à évacuer le terrain » […] « ou bien, pis encore, à se soumettre sur place ». » Pour le tribunal, les propos de Renaud Camus font preuve d'« une stigmatisation d'une rare outrance […] sans mesure ni réserve autre que de pure forme », présentant les musulmans « comme des guerriers envahisseurs dont le seul objectif est la destruction et le remplacement du peuple français et de sa civilisation par l'islam »,,. Renaud Camus nie tout appel à la violence et défend une « action politique ». En avril 2015, la cour d'appel de Paris confirme sa condamnation.
Le 9 novembre 2017, il affirme sur Twitter et sur le site internet du Conseil National de la Résistance Européenne que « le génocide des juifs était sans doute plus criminel mais paraît tout de même un peu petit bras auprès du remplacisme global ». Il est condamné par le tribunal correctionnel d'Auch le 16 janvier 2020 pour provocation publique à la haine ou à la violence en raison de l'origine, la race ou la religion à deux mois de prison avec sursis et à payer 1 800 € aux parties civiles, la LICRA et SOS Racisme-Touche pas à mon pote. Ayant fait appel, il est définitivement condamné le 17 février 2022 par la cour d'appel d'Agen, à un mois de prison avec sursis,.
En avril 2019, il tweete qu'« une boîte de préservatifs offerte en Afrique c’est trois noyés en moins en Méditerranée, cent mille euros d’économie pour la Caf, deux cellules de prisons libérées et trois centimètres de banquise préservée ». Poursuivi pour injure publique envers un groupe de personnes à raison de leur origine ou de leur appartenance à une ethnie, une nation, une race ou une religion, il est relaxé en février 2021.

## Prix
- 1977 : prix Fénéon, pour Échange, publié sous l'hétéronyme Denis Duparc
- 1996 : prix Amic de l'Académie française, pour l'ensemble de son œuvre[94],[95]
- 2003 : Goncourt des animaux, pour Vie du chien Horla
- 2015 : prix Jean-Ferré, pour son œuvre des trois années précédentes

## Ouvrages
Il est l'auteur de quelque 150 ouvrages.

### Églogues
- I. Passage, Flammarion (1975), 209 p.
- II. Échange (signé Denis Duparc), Flammarion (1976), 238 p.
- III. Travers
  1. Travers (signé Renaud Camus et Tony Duparc), Hachette (1978), 279 p.
  2. Été (Travers II) (signé Jean-Renaud Camus et Denis Duvert), Hachette (1982), 411 p.
  3. L'Amour l'automne (Travers III) (signé J.R.G. Le Camus et Antoine du Parc), P.O.L (2007), 542 p.
  4. Travers coda, index et divers (Travers IV) (signé J.-R.-G. du Parc et Denise Camus), P.O.L (2012), 722 p.

### Élégies
- I. Élégies pour quelques-uns, P.O.L (1988), 118 p.
- II. L'Élégie de Chamalières, Sables (1989) et P.O.L (1991), 83 p.
- III. L'Élégie de Budapest in Le voyage à l'est, ouvrage collectif, Balland et La Maison des écrivains (1990), 60 p.
- IV. Le Bord des larmes, P.O.L (1990), 111 p.
- V. Le Lac de Caresse : prose de rien, P.O.L (1991), 77 p.
- VI. Vie du chien Horla, P.O.L (2003), 122 p.

### Journal
- Journal d'un voyage en France : journal 1980 (1980)
- Journal romain (1985-1986), P.O.L (1987)
- Vigiles : journal 1987, P.O.L (1989)
- Aguets : journal 1988, P.O.L (1990)
- Fendre l'air : journal 1989, P.O.L (1991)
- L'Esprit des terrasses : journal 1990, P.O.L (1994)
- La Guerre de Transylvanie : journal 1991, P.O.L (1996)
- Le Château de Seix : journal 1992, P.O.L (1997)
- Graal-Plieux : journal 1993, P.O.L (1998)
- La Campagne de France : journal 1994, Fayard (2000)
- La Salle des pierres : journal 1995, Fayard (2000)
- Les Nuits de l'âme : journal 1996, Fayard (2001)
- Derniers Jours : journal 1997, Fayard (2002)
- Hommage au carré : journal 1998, Fayard (2002)
- Retour à Canossa : journal 1999, Fayard (2002)
- Corbeau : journal 2000, Fayard (2000)
- K.310 : journal 2000, P.O.L (2003)
- Sommeil de personne : journal 2001, Fayard (2004)
- Outrepas : journal 2002, Fayard (2005)
- Rannoch Moor : journal 2003, Fayard (2006)
- Corée l'absente : journal 2004, Fayard (2007)
- Le Royaume de Sobrarbe : journal 2005, Fayard (2008)
- L'Isolation : journal 2006, Fayard (2009)
- Une chance pour le temps : journal 2007, Fayard (2009)
- Au nom de Vancouver. Journal 2008, Fayard (2010)
- Kråkmo : journal 2009, Fayard (2010)
- Parti pris : journal 2010, Fayard (2011)
- Septembre absolu : journal 2011, Fayard (2012)
- Vue d'œil : journal 2012, Fayard (2013)
- NON : journal 2013, chez l'auteur (2013)
- Morcat : journal 2014, chez l'auteur (2014)
- La Tour : journal 2015, chez l'auteur (2016)
- Insoumission : journal 2016, chez l'auteur (2017)
- Juste avant après. Journal 2017, chez l'auteur (2018)
- L'Étai : journal 2018, chez l'auteur (2019)
- La Ligne claire : journal 2019, chez l'auteur (2020)
- Âme qui vive : journal 2020, chez l'auteur (2021)
- Le Choléra : journal 2021, éditions du Château (2022)
- Bétharram : journal 2022, éditions du Château (2023)
- Cancer : journal 2023 , éditions du Château (2024)

### Éloges
- Éloge moral du paraître, Sables (1995) et Éloge du paraître, P.O.L (2000), 106 p.
- Syntaxe ou l'autre dans la langue, suivi de Éloge de la honte et de Voix basse ou l'autre dans la voix, P.O.L (2004), 226 p.

### Chroniques
- Tricks (préf. Roland Barthes), Mazarine (1979), Persona (1982) et P.O.L (1988)
- Journal d'un voyage en France, Hachette/ P.O.L (1981)
- Incomparable, avec Farid Tali, P.O.L (1999)
- Corbeaux : journal de l'affaire Camus suivi de quelques textes rebutés, Impressions nouvelles (2000)
- Journal d'un autre (signé Duane McArus), chez l'auteur (2012)

### Romans
- Roman roi, P.O.L (1983), 501 p.
- Roman furieux (Roman roi II), P.O.L (1987), 494 p.
- Voyageur en automne, P.O.L (1992), 247 p.
- Le Chasseur de lumières, P.O.L (1993), 278 p.
- L'Épuisant Désir de ces choses, P.O.L (1995), 256 p.
- L'Inauguration de la salle des Vents, Fayard (2003), 352 p.
- Loin, P.O.L (2009), 316 p.

### Récits
- El (ill. François Matton), P.O.L (1996), 96 p.

### Répertoires
- Etc. (abécédaire), P.O.L (1998), 192 p.
- Répertoire des délicatesses du français contemporain, P.O.L (2000) et Seuil (2009), 371 p.

### Miscellanées
- I. Buena Vista Park : fragments de bathmologie quotidienne, Hachette (1980) ; chez l'auteur (2014)  (ISBN 979-10-91681-16-2), 141 p.
- II. Notes achriennes, P.O.L (1982), 261 p.
- III. Chroniques achriennes, P.O.L (1984), 245 p.
- IV. Notes sur les manières du temps, P.O.L (1985), 411 p.
- V. Esthétique de la solitude, P.O.L (1990), 284 p.
- VI. Du sens, P.O.L (2002), 557 p.

### Topographie
- Sept Sites mineurs pour des promenades d'arrière-saison en Lomagne, Sables (1994) et Onze sites mineurs pour des promenades d'arrière-saison en Lomagne, P.O.L (1997), 114 p.
- Le Département de la Lozère, P.O.L (1996), 270 p.
- Le Département du Gers, P.O.L (1997), 349 p.
- Le Département de l'Hérault, P.O.L (1999), 335 p.
- Demeures de l'esprit : Grande-Bretagne I, Fayard (2008), 576 p.
- Demeures de l'esprit : France I, Sud-Ouest, Fayard (2008), 432 p.
- Demeures de l'esprit : Grande-Bretagne II, Écosse, Irlande, Fayard (2009), 528 p.
- Demeures de l'esprit : France II, Nord-Ouest, Fayard (2010), 583 p.
- Demeures de l'esprit : Danemark Norvège, Fayard (2010), 460 p.
- Demeures de l'esprit : France III, Nord-Est, Fayard (2010), 536 p.
- Demeures de l'esprit : Suède, Fayard (2011), 432 p.
- Demeures de l'esprit : France IV, Sud-Est, Fayard (2012), 544 p.
- Demeures de l'esprit : Italie I, Nord, Fayard (2012), 592 p.
- Demeures de l'esprit : France V, Île-de-France, Fayard (2014), 528 p.

### Écrits sur l'art
- Discours de Flaran : sur l'art contemporain en général, et sur la collection de Plieux en particulier, P.O.L (1997),  (ISBN 978-2867445903), 59 p.
- Nightsound (sur Josef Albers) suivi de Six prayers, P.O.L (2000), 134 p.
- Commande publique, P.O.L (2007), 256 p.

### Écrits politiques
- Le Communisme du XXIe siècle, précédé de La Deuxième Carrière d'Adolf Hitler, suivi de  Que va-t-il se passer ? et de Pire que le mal, Xenia (2007), 104 p.
- La Grande Déculturation, Fayard (2008), 162 p.
- De l'in-nocence : abécédaire, David Reinharc (2010)  (ISBN 978-2-35869-015-7), 600 p.
- Décivilisation, Fayard (2011)  (ISBN 2-2136-6638-5), 211 p.
- Le Grand Remplacement [détail des éditions] (2011), 155 p. Recueil de discours, d'allocutions et d'entretiens.
- L'Homme remplaçable, chez l'auteur (2012)  (ISBN 979-10-91681-00-1), 33 p.
- Les Inhéritiers, chez l'auteur (2013)  (ISBN 979-10-91681-04-9), 214 p.
- Le Changement de peuple, chez l'auteur (2013)  (ISBN 979-10-91681-06-3), 93 p.
- La Civilisation des prénoms, chez l'auteur (2014)  (ISBN 979-10-91681-14-8), 135 p.
- France : suicide d'une nation, Mordicus (2014), 29 p.
- Révoltez-vous !, chez l'auteur (2015), 40 p.
- Entre vivre ensemble, il faut choisir, chez l'auteur (2016), 264 p.
- Une chance pour la France - programme 2017, chez l'auteur (2017), 154 p.
- La Seconde Carrière d'Adolf Hitler, chez l'auteur (2018), 130 p.
- You will not replace us!, chez l'auteur (2018), 200 p. écrit directement en anglais ; l'auteur résume sa pensée sur le grand remplacement.
- Lettre aux Européens : entée de cent une propositions (avec Karim Ouchikh), chez l'auteur (2019), 113 p.
- Le Petit Remplacement, Pierre-Guillaume de Roux (2019), 485 p. Comprend six essais déjà publiés, à savoir La Dictature de la petite bourgeoisie, La Grande Déculturation, Décivilisation, Les Inhéritiers, La Civilisation des prénoms et Le Mot "musique".
- La Dépossession : ou Du remplacisme global, La Nouvelle Librairie (2022),  (ISBN 979-8416070304), 828 p.
- La Destruction des Européens d’Europe, La Nouvelle Librairie (2024),  (ISBN 978-2-38608-030-2), 410p.

### Entretiens
- L'Étrangèreté (entretiens avec Emmanuel Carrère et Alain Finkielkraut), suivi de La Mort d'ailleurs, extraits de textes inédits, Tricorne (2003), 63 p.
- La Dictature de la petite bourgeoisie (entretiens avec Marc du Saune), Privat (2005), 134 p.

### Théâtre
- Théâtre ce soir, Jean-Paul Bayol (2008), 92 p.

### Vaisseaux brûlés
- P.A. (petite annonce), P.O.L (1997), 444 p.
- Ne lisez pas ce livre !, P.O.L (2000), 179 p.
- Killalusimeno, P.O.L (2001), 264 p.
- Est-ce que tu me souviens ?, P.O.L (2002), 454 p.

### Autres ouvrages

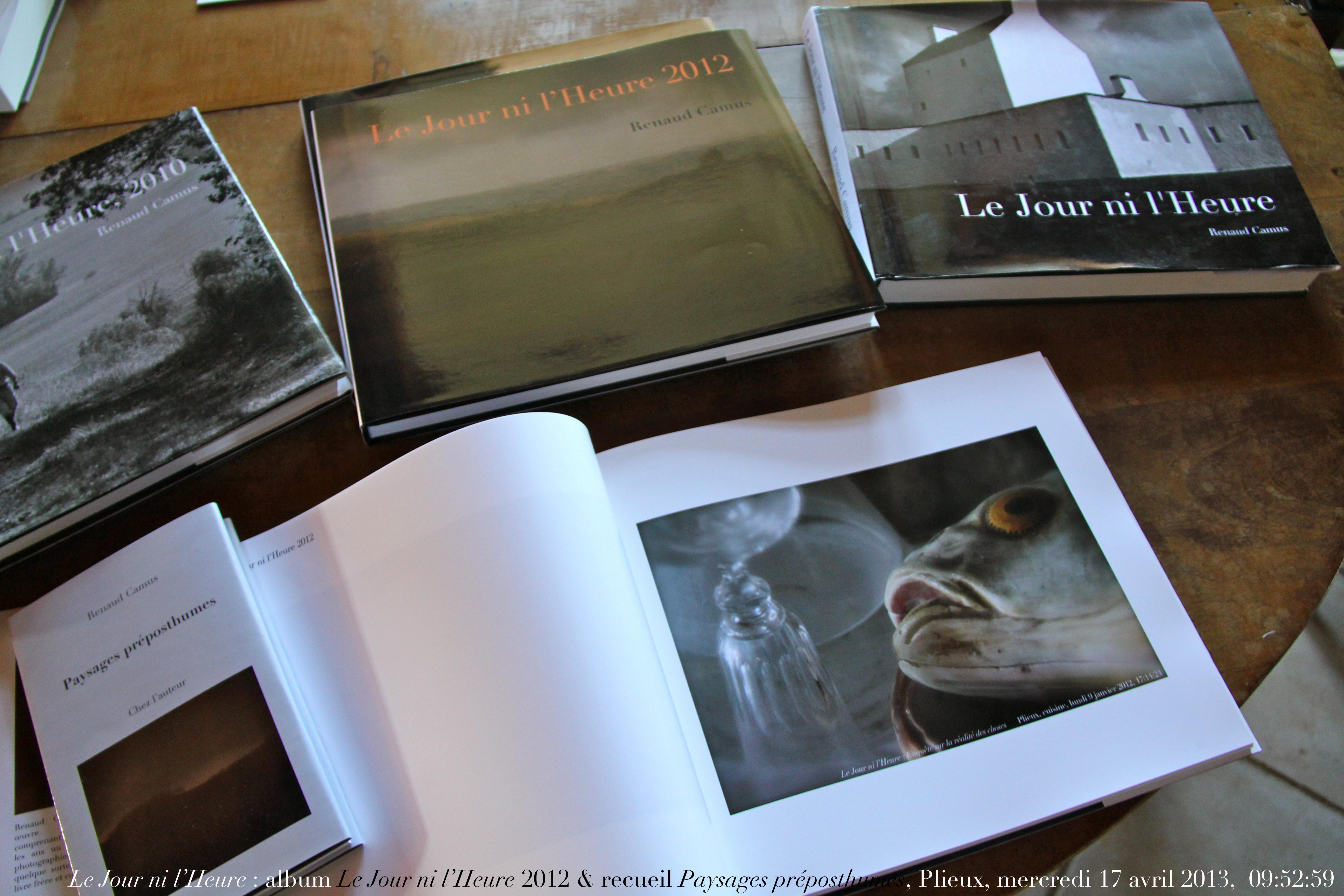
Plusieurs tomes des recueils photographiques Le Jour ni l'heure et Paysages préposthumes.

- Qu'il n'y a pas de problème de l'emploi, P.O.L (1994), 78 p.
- Roumains en regard : du Bărăgan au Maramures (photogr. Jean-Jacques Moles), Jean-Jacques Moles (1999), 56 p.
- Comment massacrer efficacement une maison de campagne en dix-huit leçons, Privat (2006), 126 p.
- Journal de « Travers » (1976-1977), deux tomes, Fayard (2007), 860 p.
- Discours de chambre : discours à la XVIIe chambre, discours d'appel, chez l'auteur (2014)  (ISBN 979-10-91681-12-4), 216 p.
- Le Mot « race », chez l'auteur (2018), 72 p.
- Le Mot « musique », chez l'auteur (2018), 68 p.
- Tweets, chez l'auteur (2019), 510 p.

### Filmographie
- Bruno Aguila et Philippe Siméon, Renaud Camus – Les Chemins de la solitude, documentaire (1995)

### Sources

#### Ouvrages
- Lawrence R. Schehr, Homosexual Hermeneutics in French Writing, Stanford University Press, octobre (1995)
- Jan Baetens, An afterword (and some afterthoughts) on P.A., Electronic book review (1997)
- Jan Baetens, The Revolution of an Anachronism: Radical Hypertextualism in a Text by Renaud Camus, Electronic book review (1997)
- Écritures, no 10 : revue collective, articles de Sémir Badir, Emmanuel Carrère, Guillaume Dustan, Jean Echenoz, Vincent Louis, Jan Baetens, Pascal Meuwissen, Stéphane Baumont, Jean-Christophe Cambier, Charles A. Porter, Lawrence R. Schehr, éditions Les Éperonniers, université de Liège (1998)
- Charles A. Porter, Marc Schachter, Jeffrey Mehlman et Lawrence R. Schehr in Politics and Culture, vol. 2000/4 (2000)
- Jan Baetens et Charles A. Porter, Renaud Camus, écrivain, actes du colloque de Yale (2000), Peeters, Vrin (2002)
- Heidi Strebel, Eco's Stopwatch and Narrative Time in Puig, Jean-Renaud Camus, and Calvino, The Modern Language Review, 01/04/2003
- Sjef Houppermans, Renaud Camus érographe, Rodopi (2004)
- Catherine Rannoux, Les Fictions du journal littéraire : Paul Léautaud, Jean Malaquais, Renaud Camus, Droz (2004)
- Jan Baetens, Études camusiennes, Rodopi (2004)
- Valérie Scigala, L'Amour l'Automne, roman marin, Association portugaise des études françaises (2009)
- Sous la direction de Ralph Sarkonak, Les spirales du sens chez Renaud Camus, articles de Sjeff Houppermans, Ralph Sarkonak, Catherine Rannoux, Charles A. Porter, Thomas Clerc, Paul Léon, Hugo Frey, Bruno Chaouat, Alain Finkielkraut, Rodopi (2009)
- Aymeric Caron, Incorrect : pire que la gauche bobo, la droite bobards, Paris, Librairie Arthème Fayard, avril 2014, 360 p., 22 cm (ISBN 978-2-213-67890-0, BNF 43806527, présentation en ligne, lire en ligne)

#### Articles de presse
- Grégoire Leménager, « La bouillie xénophobe de Renaud Camus », Le Nouvel Observateur.com,‎ 20 décembre 2011 (lire en ligne, consulté le 12 juin 2014)
- Frédéric Joignot, « Le grand boniment », Le Monde.fr,‎ 23 janvier 2014 (lire en ligne, consulté le 12 juin 2014)
- Tati-Gabrielle, « De Tricks au Grand Remplacement : politique et homosexualité chez Renaud Camus », Trou noir,‎ 28 mai 2020 (lire en ligne , consulté le 15 décembre 2024)
- Vivian Petit, « Camus contre l’étranger », Revue Commune,‎ 7 décembre 2024 (lire en ligne , consulté le 15 décembre 2024)